# Кајфенхајм
Кајфенхајм (њем. Kaifenheim) општина је у њемачкој савезној држави Рајна-Палатинат. Једно је од 92 општинска средишта округа Кохем-Цел. Према процјени из 2010. у општини је живјело 820 становника. Посједује регионалну шифру (AGS) 7135043.

## Географски и демографски подаци
Кајфенхајм се налази у савезној држави Рајна-Палатинат у округу Кохем-Цел. Општина се налази на надморској висини од 350 метара. Површина општине износи 6,2 km². У самом мјесту је, према процјени из 2010. године, живјело 820 становника. Просјечна густина становништва износи 133 становника/km².